# Losdolobus
Genre
Losdolobus est un genre d'araignées aranéomorphes de la famille des Orsolobidae.

## Distribution
Les espèces de ce genre se rencontrent au Brésil et en Argentine.

## Liste des espèces
Selon World Spider Catalog (version 16.5, 27/07/2015) :
- Losdolobus nelsoni Pompozzi, 2015
- Losdolobus opytapora Brescovit, Bertoncello & Ott, 2004
- Losdolobus parana Platnick & Brescovit, 1994
- Losdolobus xaruanus Lise & Almeida, 2006
- Losdolobus ybypora Brescovit, Ott & Lise, 2004

## Publication originale
- Platnick & Brescovit, 1994 : A new genus of the spider family Orsolobidae (Araneae, Dysderoidea) from Brazil. American Museum novitates, no 3112, p. 1-6 (texte intégral).